# Elezioni regionali in Puglia del 1985
Le elezioni regionali in Puglia del 1985 si tennero il 12-13 maggio.

## Risultati elettorali
| Liste                                                  | Voti      | %     | Seggi |
| ------------------------------------------------------ | --------- | ----- | ----- |
| Democrazia Cristiana (DC)                              | 912.923   | 38,39 | 20    |
| Partito Comunista Italiano (PCI)                       | 580.805   | 24,42 | 13    |
| Partito Socialista Italiano (PSI)                      | 357.733   | 15,04 | 8     |
| Movimento Sociale Italiano - Destra Nazionale (MSI-DN) | 244.474   | 10,28 | 5     |
| Partito Socialista Democratico Italiano (PSDI)         | 104.858   | 4,41  | 2     |
| Partito Repubblicano Italiano (PRI)                    | 77.019    | 3,24  | 1     |
| Partito Liberale Italiano (PLI)                        | 41.627    | 1,75  | 1     |
| Lista Verde (LV)                                       | 25.151    | 1,06  | -     |
| Democrazia Proletaria (DP)                             | 19.011    | 0,80  | -     |
| Alleanza Italiana Pensionati-Liga Veneta (AIP-ŁV)      | 6.527     | 0,27  | -     |
| Union Valdôtaine-Partito Democratico-UPAP-Ecologia     | 5.304     | 0,22  | -     |
| Partito Nazionale Pensionati (PNP)                     | 1.540     | 0,06  | -     |
| Partito Nazionale Pensionati - Lista locale            | 1.141     | 0,05  | -     |
| Totale                                                 | 2.378.113 |       | 50    |

| Riepilogo dei seggi | Riepilogo dei seggi | Riepilogo dei seggi | Riepilogo dei seggi | Riepilogo dei seggi | Riepilogo dei seggi | Riepilogo dei seggi |
| ------------------- | ------------------- | ------------------- | ------------------- | ------------------- | ------------------- | ------------------- |
|                     |                     |                     |                     |                     |                     |                     |
| PCI                 | 13                  | ━                   |                     | PSI                 | 8                   | ▲ 2                 |
| PSDI                | 2                   | ━                   |                     | PRI                 | 1                   | ━                   |
| DC                  | 20                  | ▼ 2                 |                     | PLI                 | 1                   | ━                   |
| MSI-DN              | 5                   | ▲ 1                 |                     | PdUP                | 0                   | ▼ 1                 |